# Éva Henger
Éva Henger (Győr, 2 de novembro de 1972) é uma modelo, apresentadora de TV e ex-atriz pornô e de filmes convencionais húngara.

## Biografia
Aos 17 anos foi escolhida Miss Teen Hungria 1989 e em 1990 Miss Alpeadria 1990. Em 1990, foi para a Itália e logo se tornou a namorada do produtor pornô Riccardo Schicchi. Ela se casou e teve dois filhos com ele (Mercedesz Henger e Riccardo Jr. Schicchi). Éva Henger ganhou popularidade através de suas performances de striptease e algumas poucas aparições em filmes adultos.
Éva era muito popular na Itália, onde recebeu seu próprio programa no canal de televisão nacional Rai Uno. Além disso, ela teve um pequeno papel no filme Gangs of New York, de 2002.

## Filmografia
- Rocco e le storie vere
- Eva per tutti
- Eva più che mai
- Selen contro Eva la sfida
- L'angelo dell'inferno
- Peccati di gola
- Capricci anali
- Il Fantasma
- Showgirl
- Angelo dell'inferno: Il vizio del peccato
- Experiences
- Experiences 2
- Un mostro di nome Lila
- E adesso sesso
- Scacco alla regina
- Finalmente pornostar
- A letto con Eva esordienti in azione
- Eva contro Eva
- Eva e Selen il duello
- Tutti all'attacco
- Il giuoco dei sensi
- Parentesi tonde
- Nemici per la pelle
- Bastardi
- Torno a vivere da solo
- Guardando le stelle

## Televisão
- Convenscion (2003)
- Libero (2003)
- Tv Zone (2003)
- Cocktail d'amore (2004)
- Stracult (2004)
- La fattoria (2005)
- Paperissima Sprint (2005-2006)
- Azzardo (2006)
- Saturday Night Live (2006-2008)
- Lucignolo (2007)
- Mattino Cinque (Canale 5, 2009-2011)
- Pomeriggio Cinque (Canale 5, 2009-em andamento)
- Domenica Cinque (Canale 5, 2009-2012)
- Top Secret (Rete 4, 2011)
- Pescati dalla rete (Vero TV, 2012- 2013)
- Domenica Live (Canale 5, 2012-em andamento)
- L'isola dei famosi 13 (Canale 5, 2018)
- Live - Non è la D'Urso (Canale 5, 2019-em andamento)